# Triana Iglesias
Triana Iglesias Holten (Oslo, 19 marzo 1982) è una modella norvegese di origini spagnole.

## Biografia
Triana Iglesias è stata cover girl per Playboy negli Stati Uniti, in Venezuela, in Messico, in Spagna, in Polonia e Ucraina, ed è stata Playmate di Playboy in molte edizioni locali tra cui quelle del Brasile, della Germania, della Francia, della Polonia, dell'Ungheria e di Malta. Nel maggio 2008, Playboy scelse Triana Iglesias come "anniversary Playmate" per festeggiare il 30º anniversario dell'edizione spagnola di Playboy.
Inoltre è stata cover girl anche per altri periodici famosi a livello internazionale, tra cui Maxim, Ice, Man, CKM, Massive, Moore Magazine, Slitz, FHM e Esqired.
Nel marzo 2011 ha posato (insieme a Giulia Borio, Gloria Patrizi, Flavia Bazzoffi, Katia Dede, Jessica Micari, Andreani Tsafou, Ria Antōniou, Ana Dravinec e Anamaria Frlan) per il servizio fotografico Girls of the Mediterranean sull'edizione americana di Playboy.